# František Slunečko
 František Slunečko  (ur. 2 października 1886 w Mladej Vožici, zm. 10 grudnia 1963 w Pradze) – czeski generał.

## Życiorys
Po wybuchu I wojny światowej służył w armii austro-węgierskiej. Potem oficer Korpusu Czechosłowackiego w Rosji.
W latach 1920–28 dowódca pułku piechoty, 1928-30 i 1937 dowódca brygady, 1930-36 zastępca komendanta okręgu wojskowego w Koszycach oraz 1938-39 zastępca dowódcy dywizji.
W czasach okupacji niemieckiej jeden z przedstawicieli wojskowej organizacji czeskiego ruchu oporu Obrona Narodu. Po rozbiciu tej organizacji (1942) przeszedł do podziemia i w latach 1944-45 kierował tzw. Wojskową Komendanturą Alex, która przygotowywała wybuch powstania zbrojnego na ziemiach czeskich pod koniec wojny i odegrała doniosłą rolę przy powstaniu praskim, gdy jej była podporządkowana też Wojskowa Komendantura Wielkiej Pragi.
Po wojnie dowódca Pierwszego Korpusu Wojskowego w Pradze. Od 1946 na emeryturze.
Przed końcem 1948 aresztowany przez StB. Kilka miesięcy przebywał w więzieniu. Nie postawiono mu zarzutów, ale po uwolnieniu został zdegradowany i wysiedlony z Pragi do wsi Branžež. Zezwolono mu na powrót dopiero w latach 60.
Po aksamitnej rewolucji pośmiertnie zrehabilitowany – przywrócono mu stopień generała i odznaczenia.

## Odznaczenia
- Order Białego Lwa III Klasy (wojskowy) – 1998, pośmiertnie[1]
- Krzyż Wojenny Czechosłowacki (1914-1918)
- Order Sokoła z mieczami
- Czechosłowacki Medal Rewolucyjny